# Изследване на Нептун
Изследването на Нептун започва със сондата Вояджър 2, която посещава планетата на 25 август 1989 г. Обсъдено е изпращането на орбиталния апарат Нептун Орбитър да изследва планетата, но освен него няма други планирани мисии към днешна дата. Нептун е газов гигант и няма твърда повърхност, затова изпращането на спускаем модул или планетоход е невъзможно.

## Вояджър 2
Вояджър 2 минава само на 3000 мили над северния полюс на Нептун, най-близкото прелитане над небесно тяло след напускане на Земята. Сондата изучава атмосферата, пръстените на Нептун, неговата магнитосфера и спътниците му. Направени са няколко открития, включително Голямото тъмно петно и гейзери на Тритон.
Вояджър 2 открива, че атмосферата на планетата е много динамична, въпреки че получава само 3% от слънчевата светлина, която получава Юпитер. Открива антициклонът Голямо тъмно петно, което е подобно на Голямото червено петно и Малкото червено петно на Юпитер. По-късно при наблюдения направени с телескопа Хъбъл се оказва, че петното е изчезнало.
Вояджър 2 открива четири пръстена и доказателства за незавършени пръстени над Нептун. Магнитосферата на Нептун също се изследва от космическия апарат. Освен това са открити и сияния подобни на тези на Земята, но много по комплексни.
Апарата открива 6 спътника около Нептун, но само три са фотографирани детайлно: Протей, Нереида и Тритон. Оказва се, че Протей е елипсоид.
Въпреки че Нереида е открита през 1949 все още се знае много малко за нея. Тритон е последния твърд обект, който сондата изследва в Слънчевата система. На него са открити забележително активни гейзери и полярни шапки. Открита е много тънка атмосфера и много тънък слой облаци.

## Нептун орбитър
Нептун орбитър ще изучава планетата в по-големи детайли. Ще използва атмосферни сонди, а и най-вероятно и спускаема капсула на Тритон. В сайта на НАСА се посочва 2030 като вероятна година за изстрелване на Нептун орбитър. Тази мисия е все още е само предложение и може намаление на бюджета да я отмени.